# Cecul sau viața
Cecul sau viața (în engleză Paycheck) este un film științifico-fantastic american din 2003 care adaptează povestirea cu același nume (1953) a scriitorului de science fiction Philip K. Dick. Filmul a fost regizat de John Woo, iar în rolurile principale apar Ben Affleck, Uma Thurman și Aaron Eckhart. Paul Giamatti și Colm Feore interpretează roluri secundare.

## Rezumat
În viitorul apropiat, Michael Jennings este un specialist în inginerie inversă; el analizează tehnologia clienților concurenților săi și le recrează, adăugând adesea îmbunătățiri față de specificațiile originale. Pentru a proteja proprietatea intelectuală a sa și a clienților săi, Jennings folosește o memorie tampon pentru a elimina cunoștințele sale de inginerie cu ajutorul prietenului său, Shorty.
Jennings este abordat de fostul său coleg de cameră de la colegiu, James Rethrick, CEO al companiei de succes din domeniul tehnologic Allcom. Rethrick îi propune lui Jennings să facă pentru ei o activitate de dezvoltare a unui produs pe o perioadă de trei ani de muncă, ceea ce necesită ca el să locuiască în campus până la încheierea activității sale pentru Allcom, primind în schimb un număr mare de acțiuni ale companiei. Jennings este de acord și după ce face aranjamentele pentru absența sa pe termen lung, sosește la Allcom, își predă bunurile  personale și face un tur scurt al laboratoarelor unde se întâlnește și flirtează cu botanistul dr. Rachel Porter. El este injectat cu un marker de memorie pe termen lung care urmează a-i separa memoria sa de la locul de muncă și a i-o șterge ulterior.
Trei ani mai târziu, Jennings își recapătă memoria după încheierea activității sale pentru Allcom, iar Rethrick îi mulțumește pentru munca de succes desfășurată. Întors acasă, Jennings constată că, deși stocul de acțiuni Allcom devenise destul de valoros (de aproximativ 92 de milioane de dolari), el semnase un act prin care renunțase la acțiuni cu puțină vreme înainte de sfârșitul activității sale pentru acea companie. În plus, el constată că bunurile sale personale au fost înlocuite cu un plic care conține câteva obiecte aleatoare din viața de zi cu zi. El este în curând capturat de către FBI care-l chestionează cu privire la moartea fizicianului William Dekker. Jennings reușește să scape din arest, constatând că produsele din plic pot fi folosite la momentul potrivit pentru a scăpa de urmăritori. După ce discută cu Shorty, el află că aparatul pe care-l crease era capabil să vadă viitorul. Rethrick, care urmărise mișcările lui Jennings, descoperă un mesaj către Porter în care inginerul îi cerea acesteia să se întâlnească și trimite o dublură pentru a-i lua locul ei cu scopul de a încerca să recupereze plicul. Adevărata Porter apare și îl ajută pe Jennings să scape de FBI și de oamenii lui Rethrick.
Ei se adăpostesc într-o școală locală, examinând obiectele rămase în plic în timp ce Porter încearcă să-l convingă pe Jennings de relațiile existente între ei în timpul activității sale la Allcom. Unul dintre timbre conține o microdot care, prin mărire, dezvăluie mai multe fotografii care arată că Allcom devenise o companie de succes, ea având un dispozitiv care-i putea permite să vadă viitorul, dar acesta duce în cele din urmă la conflicte politice și război nuclear. Jennings își dă seama că el a construit acest dispozitiv folosind cunoștințele lui Dekker și, realizând ororile care vor veni, a pregătit plicul folosind previziunile dispozitivului pentru a-i permite să-și vadă propriul viitor pentru a reveni la Allcom și a distruge aparatul. În plus, după cum descoperă Rethrick în scurt timp, Jennings a implantat un virus în dispozitiv, oprindu-l pe Rethrick să anticipeze acțiunile lui Jennings.
Jennings și Porter revin la Allcom și reușesc să ajungă la camera unde se află aparatul, blocând ușa în spatele lor. Jennings determină locul unde se afla circuitul defect și-l îndepărtează, programând ulterior dispozitivul pentru a exploda în câteva minute. Jennings folosește mașina pentru ultima dată, văzând o imagine a lui însuși în care era împușcat de un agent FBI pe platforma de deasupra dispozitivului. În curând, oamenii lui Rethrick reușesc să intre în cameră și, după un scurt schimb de focuri, Jennings și Porter fug pe platformă. Rethrick așteaptă acolo, amenințându-i cu arma, aceeași imagine pe care Jennings o văzuse anterior. Când ceasul lui Jennings, luat din plic, începe să sune, Jennings se ferește pentru a evita glonțul tras de agentul FBI care îl ucide însă pe Rethrick. Mașina este distrusă, iar Jennings și Porter scapă de FBI în haosul creat. Atunci când agenții FBI ajung și încep să investigheze, ei simpatizează cu Jennings și raportează că acesta a fost ucis în explozie.
La finalul filmului, Jennings, Porter și Shorty au deschis o pepinieră. Jennings își reamintește de o notă din plic referitoare la o avere și descoperă ultima acțiune pe care o făcuse cu aparatul, estimând rezultatele de la o loterie cu premii de multe milioane de dolari și lăsând biletul câștigător în cușca papagalului lui Porter.

## Distribuție
- Ben Affleck - Michael Jennings, inginer
- Aaron Eckhart - James Rethrick, CEO miliardar
- Colm Feore - John Wolfe, "mâna dreaptă" a lui Rethrick
- Uma Thurman - dr. Rachel Porter, biolog și iubita lui Jennings
- Paul Giamatti - Shorty, prietenul lui Jennings
- Michael C. Hall - agentul special Klein
- Joe Morton - agentul special Dodge
- Peter Friedman - procurorul general Brown
- Christopher Kennedy - dr. Stevens
- Ivana Milicevic - Maya, dublura lui Rachel
- Kathryn Morris - Rita Dunne, femeia de la bancă
- Krista Allen - femeia holografică

## Recepție

### Răspuns critic
Cecul sau viața a obținut aprecieri mixte, în special negative, din partea criticilor. Rotten Tomatoes dă filmului un rating de 28% bazat pe 152 opinii, cu un rating mediu de 4,7 din 10.
Metacritic dă filmului un rating de 43% bazat pe opiniile a 34 de critici.
Scott Tobias de la The A.V. Club a dat filmului o apreciere pozitivă, numindu-l un "thriller inteligent" și lăudând "simțul minunat de sincronizare și de ritm al lui Woo".  
Chris Barsanti de la Film Threat a lăudat de asemenea Cecul sau viața, numindu-l "unul dintre cele mai competente și liniștitoare filme de acțiune care au apărut de ceva timp".
Roger Ebert a dat filmului două stele (din patru), spunând că el "s-a bucurat de film", dar a considerat că acesta "exploatează [povestea lui Philip K. Dick] pentru acțiunea și potențialul său scenaristic, dar nu o dezvoltă în realitate." 
K. J. Doughton de la Film Threat a numit filmul "realizarea slabă a lui John Woo" și o "variație neinspirată după realizările sale anterioare, superioare."
James Berardinelli a dat filmului o stea și jumătate din patru, numindu-l "un film prost, completat cu o interpretare lipsită de strălucire, cu un scenariu scris fără cap și o regizare neinspirată".

### Premii
Ben Affleck a câștigat Premiul Zmeura de aur pentru cel mai prost actor pentru prestația sa din film, precum și din Gigli și Daredevil. Întrebat de ce nu s-a prezentat pentru a-și ridica trofeul, el l-a adus o săptămână mai târziu la emisiunea Larry King Live, unde l-a spart. Trofeul spart a fost vândut pe eBay pentru o sumă de bani suficientă pentru a acoperi cheltuielile de închiriere pentru anul următor a sălii de ceremonii. La emisiunea Saturday Night Live, Ben Affleck a glumit că el ar fi ieșit din sală la premieră și ar fi solicitat banii înapoi până când și-a dat seama că el a jucat în film.